# Martin Schongauer
Martin Schongauer (Colmar, circa 1435 of ca. 1450 – Breisach am Rhein, 2 februari 1491) was een Duits graficus en kunstschilder. Hij is de belangrijkste Duitse en Europese prentmaker van de generatie vóór Albrecht Dürer en was voor deze laatste een belangrijke inspiratiebron. Zijn prenten waren eeuwenlang erg populair in geheel Europa. Vroeger was hij vooral bekend onder zijn bijnaam "Hübsche Martin" (Mooie Maarten) die ook in diverse vertalingen voorkwam: "Beau Martin", "Bel Martino", "Hipse Marten".

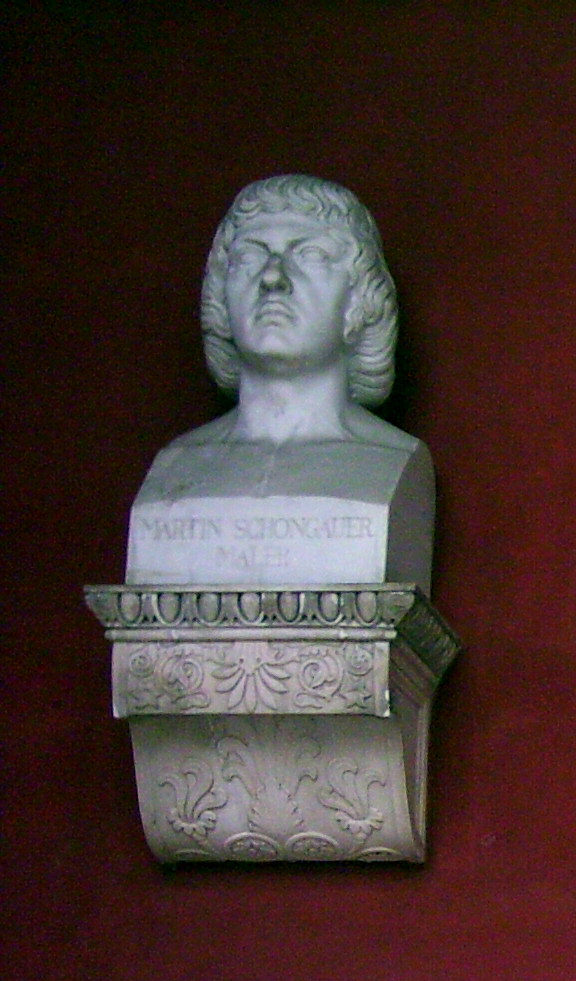
Buste van Schongauer in de Ruhmeshalle, München

## Leven
Hij was de zoon van Caspar Schongauer, een goudsmid uit het Beierse Augsburg die zich in Colmar in de Elzas had gevestigd. Diverse bronnen laten ofwel een geboorte omstreeks 1450, ofwel omstreeks 1435 vermoeden. Deze kwestie is natuurlijk belangrijk om een juist beeld te krijgen van de evolutie van Schongauers carrière, maar kon tot nog toe niet op een overtuigende manier worden afgerond, hoewel een geboorte omstreeks 1450 tegenwoordig algemeen wordt geaccepteerd. 
Bekend is dat hij ten minste vier broers had: Paul, Georg, Caspar en Ludwig, waarvan de eerste drie evenals hun vader zelf ook goudsmid werden. Martin Schongauer bracht het merendeel van zijn leven in zijn geboortestad door, maar heeft ook gereisd en studeerde vanaf 1465 onder meer aan de universiteit van Leipzig. 
Uiterlijk 1469/70 begon hij aan zijn Wanderjahre die hem onder andere door het Bourgondische rijk en de Nederlanden voerde. 
Over zijn opleiding tot schilder-tekenaar is niet veel bekend. Het werken met de graveerstift leerde hij vermoedelijk in het edelsmedenatelier van zijn vader. In die tijd werd immers veel edelsmeedwerk met gegraveerde versieringen bedekt. De opkomst van de gravure is dan ook in veel gevallen nauw verbonden aan de bloeiende edelsmeedkunst van de 15de eeuw. Mogelijk werd hij ook opgeleid in het atelier van de zogenaamde "Meester E.S.". De werken van Schongauer zijn immers verwant aan diens stijl. Alle bekende gravures van Schongauer dragen het monogram M†S en tonen een rijpe en technisch volmaakte stijl. 
|  |

Mogelijk ook dat hij veelvuldig in contact was met Caspar Isenmann, een schilder die atelier hield in het huis tegenover de Schongauers in Colmar aan de Rue des Marchands en zich er in 1433 had gevestigd. In juni 1489 werd hij in Breisach am Rhein als "Bürger von Breisach" ingeschreven, een eretitel die alleen zeer gerenommeerde kunstenaars ten deel viel.

## Werk
De stijl van Schongauers gravures en schilderijen vertoont zeer nauwe overeenkomsten met het werk van Rogier van der Weyden. Op basis hiervan is weleens verondersteld dat hij een reis naar de Nederlanden zou hebben ondernomen die hem rechtstreeks in contact bracht met het werk van Van der Weyden en de Vlaamse Primitieven. Hiervoor is echter geen sluitend bewijs voorhanden. Gezien de grote uitstraling die Van der Weyden ook in Duitsland, en meer bepaald in het Rijnland, kende is het niet onmogelijk dat Schongauer via deze weg met de Weydiaanse voorbeelden in contact kwam. Waarschijnlijker is het dat hij in contact kwam met kunst uit de Nederrijn via zijn broer Georg die huwde met Apollonia Gerhaert, dochter van de Nederlandse beeldhouwer Nicolaus Gerhaert en welke atelier hield in Straatsburg.
Vanaf 1470 zou hij zich definitief in Colmar gevestigd hebben. Tijdens zijn leven was hij vooral als schilder beroemd. Hij leefde in betrekkelijke welstand en bezat meerdere huizen. Hij bleef zijn gehele leven ongehuwd.
Een van de weinige schilderijen die met zekerheid aan Schongauer kunnen worden toegeschreven is het hoofdaltaarstuk van de Sint-Maartenskerk in Colmar; de zogenaamde "Madonna in de rozenhaag". Het Musée d'Unterlinden in Colmar bezit elf paneeltjes van Schongauer, en een klein werkje getiteld David met Goliaths hoofd in de Alte Pinakothek in München wordt aan hem toegeschreven. 
In Nederland en België bezitten het Rijksprentenkabinet en het Prentenkabinet van de Koninklijke Bibliotheek van België een uitgebreide selectie van Schongauers gravures.

## Galerij

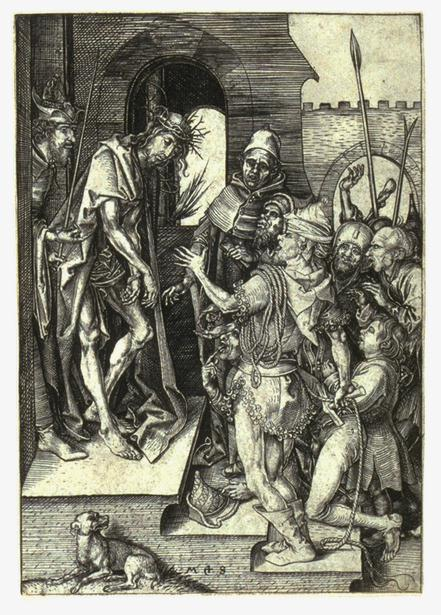
Ecce Homo, gravure uit de Passiereeks van Martin Schongauer.
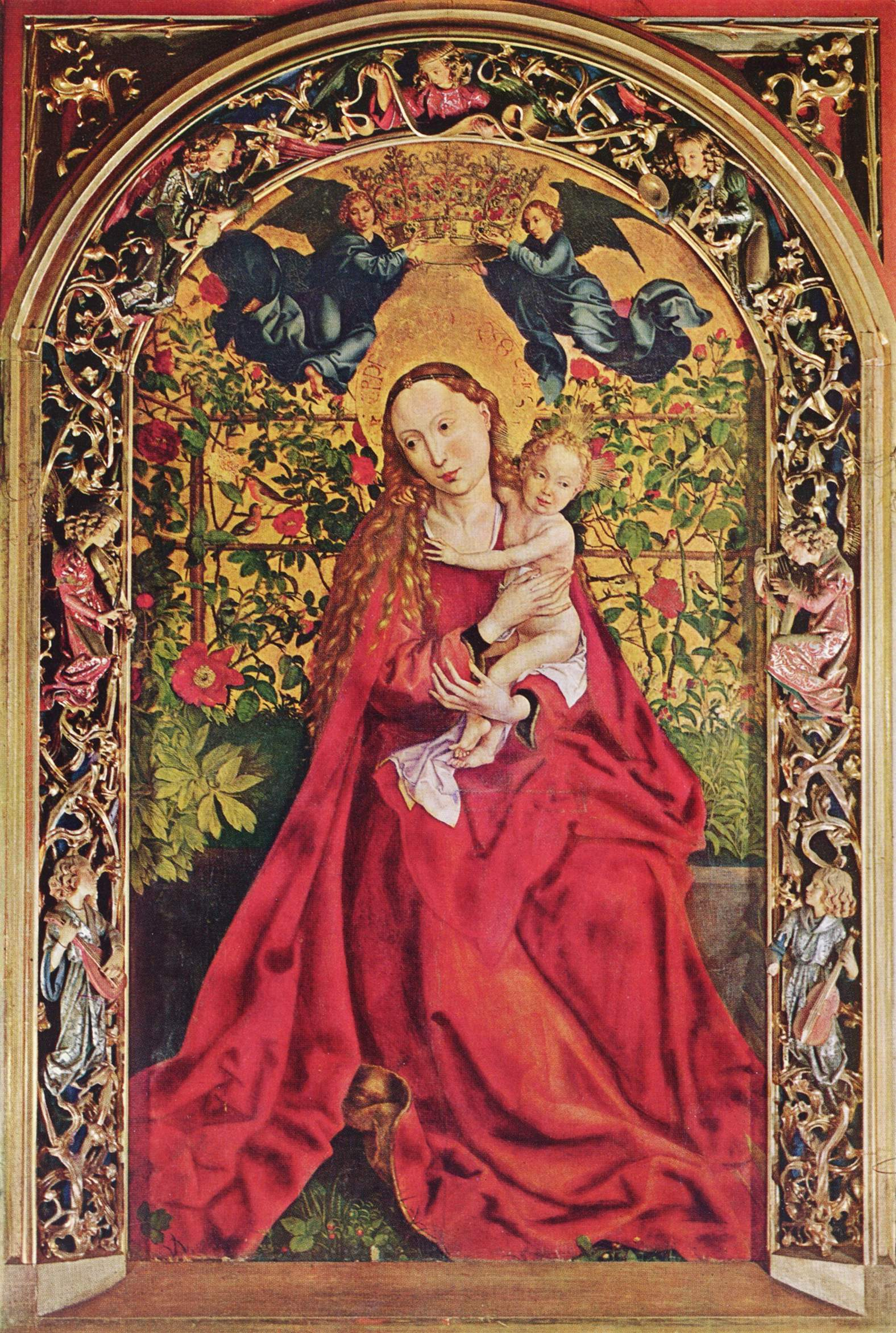
De "Madonna in de Rozenhaag"

## Trivia
In de misdaadroman van Jo Claes, De zaak Torfs, 2008 bij Uitgeverij Houtekiet, speelt een werk van Schongauer een belangrijke rol. In een privé-collectie duikt een onbekend werk van Schongauer op, 'De brief aan Uria'. Kort nadat expert Torfs een echtheidscertificaat heeft uitgeschreven, wordt hij dood aangetroffen...